# Тахмек (муниципалитет)
Тахмек (исп. Tahmek) — муниципалитет в Мексике, штат Юкатан, с административным центром в одноимённом посёлке. Численность населения, по данным переписи 2010 года, составила 3609 человек.

## Общие сведения
Название Tahmek c майяйского языка можно перевести как: крепкое объятие.
Площадь муниципалитета равна 102 км², что составляет 0,26 % от площади штата, а наивысшая точка — 10 метров над уровнем моря, расположена в поселении Штабай.
Он граничит с другими муниципалитетами Юкатана: на севере с Какальченом, на востоке с Хоктуном, на юге с Хокабой, на юго-западе с Сее, и на северо-западе с Тишкокобом.

## Учреждение и состав
Муниципалитет был образован в 1918 году, в его состав входит 6 населённых пунктов, самые крупные из которых:
| Код INEGI                  | Населённый пункт                                                              | Численность населения (2005 год) | Численность населения (2010 год) |
| -------------------------- | ----------------------------------------------------------------------------- | -------------------------------- | -------------------------------- |
| 074                        | Всего                                                                         | 3501                             | 3609                             |
| 0001                       | Тахмек (исп. Tahmek) 20°52′27″ с. ш. 89°15′22″ з. д. (административный центр) | 3383                             | 3493                             |
| 0005                       | Штабай (исп. Xtabay) 20°51′21″ с. ш. 89°15′37″ з. д.                          | 101                              | 110                              |
| —                          | Прочие                                                                        | 17                               | 6                                |
| Названия на карте Генштаба |                                                                               |                                  |                                  |

## Экономика
По статистическим данным 2000 года, работоспособное население занято по секторам экономики в следующих пропорциях:
- торговля, сферы услуг и туризма — 43,8 %;
- производство и строительство — 27,7 %;
- сельское хозяйство и скотоводство — 27,6 %;
- безработные — 0,9 %.

## Инфраструктура
По статистическим данным 2010 года, инфраструктура развита следующим образом:
- протяжённость дорог: 85 км;
- электрификация: 96,7 %;
- водоснабжение: 99,4 %;
- водоотведение: 64,6 %.

## Достопримечательности
В муниципалитете можно посетить церковь Святого Лоренцо, построенную в XVII веке, бывшую асьенду Штабай XIX века, а также археологические памятники цивилизации майя — Шемаа и Ситпач.

## Фотографии
- Центральный парк Тахмека
- Бывшая асьенда Штабай